# Donji Šehovac
 Donji Šehovac  falu Horvátországban, a Tengermellék-Hegyvidék megyében. Közigazgatásilag Brod Moravicéhez tartozik.

## Fekvése
Fiumétól 45 km-re északkeletre, községközpontjától 4 km-re északnyugatra, a Kulpa völgye felett, a horvát Hegyvidék (Gorski kotar) területén fekszik.

## Története
A településnek 1857-ben 57, 1910-ben 24 lakosa volt. Trianonig Modrus-Fiume vármegye Delnicei járásához tartozott.
2011-ben 1 lakosa volt.

## Lakosság
| Lakosság változása | Lakosság változása | Lakosság változása | Lakosság változása | Lakosság változása | Lakosság változása | Lakosság változása | Lakosság változása | Lakosság változása | Lakosság változása | Lakosság változása | Lakosság változása | Lakosság változása | Lakosság változása | Lakosság változása | Lakosság változása |
| ------------------ | ------------------ | ------------------ | ------------------ | ------------------ | ------------------ | ------------------ | ------------------ | ------------------ | ------------------ | ------------------ | ------------------ | ------------------ | ------------------ | ------------------ | ------------------ |
| 1857               | 1869               | 1880               | 1890               | 1900               | 1910               | 1921               | 1931               | 1948               | 1953               | 1961               | 1971               | 1981               | 1991               | 2001               | 2011               |
| 57                 | 60                 | 50                 | 39                 | 38                 | 24                 | 27                 | 19                 | 17                 | 18                 | 12                 | 8                  | 0                  | 0                  | 1                  | 1                  |